# Списък на костите в човешкото тяло
Един типичен скелет на възрастен човек съдържа 206 кости. Анатомични различия могат да доведат до образуването на повече или по-малко кости. Най-често срещаните различия включват истинските ребра или допълнителни поясни прешлени.

## Брой на костите
Общият брой е 206. Бебетата имат около 300 кости, някои от които срастват по време на растежа. 
Скелетът се разделя на следните части: 
-Аксиален – включва по-голямата част от черепа, гръбначния стълб и гръдния кош, образуващи основната ос на тялото. Той се състои от 80 кости при възрастен човек. 
-Апендикуларен – включва горните и долните крайници и ги свързва с аксиалния скелет. Той се състои от общо 126 кости.

### Кости на главата и шията (81)
Кости на черепа – 74:
- Кости на мозъковия дял на череп – 8:
  - Челна кост (frontal bone)
  - Теменна кост (parietal bones) – 2
  - Слепоочна кост (temporal bones) – 2
  - Тилна кост (occipital bone)
  - Клиновидна кост (sphenoid bone)
  - Решетъчна кост (ethmoid bone)
- Кости на лицевия дял на череп – 67:
  - Долна челюст (mandibula)
  - Горна челюст (maxilla) – 2
  - Небцова кост (palatine bone) – 2
  - Яблъчна кост (zygomatic bone) – 2
  - Носна кост (nasal bone) – 2
  - Слъзна кост (lacrimal bone) – 2
  - Ралник (vomer)
  - Долна носна мида (Inferior nasal conchae) – 2
  - Подезична кост (hyoidеum bone)
  - Зъби – 52
    - Млечни зъби – 20
    - Постоянни зъби – 32

Кости на средното ухо – 6:
- Чукче (malleus) – 2
- Наковалня (incus) – 2
- Стреме (strapes) – 2

### Кости на туловището (49)
Кости на гръбначния стълб (ossa collumna vertebralis)– 24:
- Шийни прешлени (vertebrae cervicales)– 7
- Гръдни прешлени (vertebrae thoracicae)– 12
- Поясни прешлени (vertebrae lumbales)– 5

Кости на гръдния кош – 25
- Гръдна кост (sternum) – 1
- Ребра (costae)– 2х12

### Кости на горния крайник (89-91)
Кости на раменния пояс – 4:
- Лопатка (scapula or shoulder blade) – 2
- Ключица (clavicula) – 2

Кости на ръцете (от рамото до лакътя) – 2:
- Раменна кост (humerus) – 2

Кости на ръцете (от лакътя до китката) – 4:
- Лъчева кост (radius) – 2
- Лакътна кост (ulna) – 2

Кости на ръцете (от китката надолу) – 58:
- Кости на китката (os carpi)– 16:
  - Ладиевидна кост (scaphoideum) – 2
  - Полулунна кост (lunatum)– 2
  - Тристенна кост (triquetrum)– 2
  - Граховидна кост (pisiforme)– 2
  - Трапецовидна кост (trapezium) – 2
  - Трапецоидовидна кост (trapezoideum) – 2
  - Главеста кост (capitatum)– 2
  - Кукеста кост (hamatum)– 2
- Кости на предкитката – 10:
  - Кости на предкитката (os metacarpi)– 5x2
- Кости на пръстите (ossa digitorum)– 32
  - Проксимални фаланги (phalangis proximalis)– 5х2
  - Средни фаланги (phalangis media) – 4х2
  - Дистални фаланги (phalangis distalis)– 5х2
  - Сезамовидни кости (os sita)– 4

### Кости на долния крайник (ossa membri inferior) (72-80)
Кости на тазовия пояс (ossa pelvis)– 4 (12):
- Опашна кост (coccygis) – 1 (5) (опашката се раздели на 5 прешлена)
- Кръстцова кост (sacrum) – 1 (5) (кръстецът се раздели на 5 прешлена)
- Тазова кост (hip bone/os coxae/pelvicum) – 2
  - Може да изгражда на 6 кости (срамна-os pubis, седалищна-os ischii и хълбочна-os ilii кост)

Кости на бедрата – 2:
- Бедрена кост (femur) – 2

Кости на краката – 10:
- Коленно капаче (patella) – 2
- Голям пищял (tibia) – 2
- Малък пищял (fibula) – 2
- Фабела (fabella) – 2
- Циамела (cyamella) – 2

Кости на ходилата – 56:
- Задноходилни кости (тарзални-ossa tarsi) – 14
  - Петна кост (calcaneus) – 2
  - Скочна кост (talus) – 2
  - Ладиевидна кост (os naviculare) – 2
  - Клиновидни кости (os cuneiforme) – 6
    - Вътрешни клиновидни кости – 2
    - Средни клиновидни кости – 2
    - Външни клиновидни кости – 2

  - Кубовидна кост (os cuboideum) – 2
- Предноходилни кости (метатарзални-metatarsi) – 10
  - Предноходилни кости – 5x2
- Кости на пръстите (ossa digitorum pedis) – 32
  - Проксимални фаланги (phalangis proximalis) – 5х2
  - Средни фаланги (phalangis media) – 4х2
  - Дистални фаланги (phalangis distalis) – 5х2
  - Сезамовидни кости (ossa sesamoidea) – 4

## Видове кости
- дълга кост
- къса кост
- неправилна кост
- плоска кост
- сезамовидна кост (добавъчна кост)